# William R. Newman
William R. Newman (nacido el 13 de marzo de 1955) es Distinguished Professor y Ruth N. Halls Professor en el Departamento de Historia y Filosofía de la Ciencia de la Universidad de Indiana. La mayor parte del trabajo de Newman en la historia de la ciencia se ha dedicado a la alquimia y la «química» (chymistry), al debate arte-naturaleza y a las teorías de la materia, en particular al atomismo. Newman es también editor general de Chymistry of Isaac Newton, un recurso en línea que combina ediciones nativas digitales de los escritos alquímicos de Newton con reproducciones multimedia de sus experimentos alquímicos. Además, fue director del Catapult Center for Digital Humanities and Computational Analysis of Texts en la Universidad de Indiana. Newman integra los consejos editoriales de Archimedes, Early Science and Medicine y HOPOS.

## Formación académica
Newman obtuvo su B.A. en Historia de la Ciencia y Protociencia en la Universidad de Carolina del Norte en Greensboro (1978), donde estudió con la poeta y crítica literaria Elizabeth Sewell, el químico Otto Theodor Benfey (de Guilford College): 82  y el germanista Harold Jantz (en la Universidad Duke). En 1986, Newman obtuvo el doctorado en la Universidad Harvard bajo la supervisión de John E. Murdoch, historiador de la ciencia medieval. Al mismo tiempo, Newman trabajó con Robert Halleux, historiador de la ciencia en la Université de Liège.

## Trayectoria profesional
Tras recibir el doctorado, Newman enseñó durante tres años en Stonehill College y luego pasó a la Universidad Harvard como Head Tutor en el programa de Historia y Ciencia. En 1996 se incorporó a la Universidad de Indiana, donde ha sido profesor y director de departamento.
La historia de la alquimia medieval fue el eje del trabajo temprano de Newman, que incluyó varios estudios sobre Roger Bacon y culminó en una edición, traducción y estudio del alquimista latino que escribió bajo el seudónimo de «Geber» (transliteración de «Jābir», de «Jābir ibn Hayyān»), probablemente Paul of Taranto.
En 1994, Newman publicó Gehennical Fire, una biografía intelectual de George Starkey (también conocido como Eirenaeus Philalethes), nativo de Bermudas que obtuvo su A.B. en Harvard College en 1646 y llegó a ser el primer tutor serio de Robert Boyle en química y probablemente el escritor alquímico favorito de Isaac Newton.
En 2002 y 2004, Newman y Lawrence M. Principe ampliaron el estudio de la relación de Starkey con Boyle con Alchemy Tried in the Fire y publicaron también los Alchemical Laboratory Notebooks de Starkey. Siguiendo la línea marcada en Gehennical Fire, los autores sostuvieron que términos como «química temprana» y «alquimia» hacen poca justicia al amplio campo en el que operaban figuras como Starkey, por lo que abogaron por recuperar el término arcaico chymistry en dos artículos seminales; este uso de «chymistry» es hoy ampliamente reconocido y ha sido admitido por el Oxford English Dictionary (véase la entrada «Chemistry» del OED).
En 2004, Newman publicó Promethean Ambitions, obra que explora el papel de la alquimia como foco del amplio debate sobre los poderes del arte y la naturaleza en la cultura occidental. Su Atoms and Alchemy, que sostiene que la alquimia medieval y moderna temprana fue una fuente fundamental para la filosofía mecanicista del siglo XVII y para el enfoque de la teoría de la materia que Newman denomina «atomismo químico» (chymical atomism), apareció en 2006. Newman es editor general del Chymistry of Isaac Newton project, que edita los escritos alquímicos de Newton y proporciona ayudas multimedia adicionales para descifrarlos.

## Distinciones
1982: Premio J. R. Partington – Society for the History of Alchemy and Chemistry.
1989: Premio Alexandre Koyré para joven historiador de la ciencia – International Academy of the History of Science.
1999: Beca Guggenheim.
2005: Pfizer Award – máximo galardón de la History of Science Society a obras individuales de investigación; con Lawrence M. Principe.
2010: Conferencia inaugural del Perimeter Institute for Theoretical Physics.
2013: HIST Award for Outstanding Achievement in the History of Chemistry; otorgado por la American Chemical Society.

## Obras publicadas
- Newman, William R. (2018). Newton the Alchemist: Science, Enigma, and the Quest for Nature's Secret Fire. Princeton (NJ) y Oxford (UK): Princeton University Press. ISBN 978-0691174877.
- Evidence and Interpretation: Studies on Early Science and Medicine in Honor of John E. Murdoch (volumen de artículos editado por Newman y Edith Dudley Sylla) (Leiden: Brill, 2009). ISBN 978-9004178786
- The Artificial and The Natural: An Evolving Polarity (volumen de artículos coeditado con Bernadette Bensaude-Vincent) (Cambridge, MA: MIT Press, 2007). ISBN 0-262-02620-1
- Atoms and Alchemy: Chymistry and the Experimental Origins of the Scientific Revolution (Chicago: University of Chicago Press, 2006). ISBN 978-0226576961
- George Starkey: Alchemical Laboratory Notebooks and Correspondence (con Lawrence M. Principe) (Chicago: University of Chicago Press, 2004). ISBN 0226577015
- Promethean Ambitions: Alchemy and the Quest to Perfect Nature (Chicago: University of Chicago Press, 2004). ISBN 978-0226577128
- Alchemy Tried in the Fire: Starkey, Boyle, and the Fate of Helmontian Chymistry (con Lawrence M. Principe) (Chicago: University of Chicago Press, 2002). ISBN 978-0226577111
- Secrets of Nature: Astrology and Alchemy in Early Modern Europe (volumen de artículos coeditado con Anthony Grafton) (Cambridge, MA: MIT Press, 2001). ISBN 0-262-14075-6
- Late Medieval and Early Modern Corpuscular Matter Theories (volumen de artículos coeditado con Christoph Lüthy y John E. Murdoch) (Leiden: E. J. Brill, 2001). ISBN 978-9004115163
- Gehennical Fire: The Lives of George Starkey, An American Alchemist in the Scientific Revolution (Chicago: University of Chicago Press, 2003; primera edición, Cambridge, MA: Harvard University Press, 1994). ISBN 978-0226577142
- The Summa Perfectionis of Pseudo-Geber: A Critical Edition, Translation and Study (Leiden: E. J. Brill, 1991). ISBN 978-9004094642